# 큰벌거숭이등박쥐
큰벌거숭이등박쥐(Pteronotus gymnonotus)는 유령얼굴박쥐과에 속하는 박쥐의 일종이다. 남아메리카와 중앙아메리카에서 발견된다.

## 특징
보통 크기의 박쥐로 몸통 길이가 55~69mm이고 전완장이 50~55mm, 꼬리 길이가 21~28mm이다. 발 길이는 10~13mm, 귀 길이 16~21mm, 몸무게는 최대 18g이다. 몸의 털은 짧고, 대체적으로 갈색 또는 오렌지색을 띤다. 주둥이는 짧고 뾰족하며 양쪽으로 긴 털이 나 있고 콧수염 위로 작은 피부 덮개가 있다.

## 생태
큰 무리를 지어 동굴 속에 은신하고 유령얼굴박쥐과의 다른 박쥐와 함께 관찰되기도 한다. 주로 날아다니는 곤충, 메뚜기와 바퀴벌레, 나방을 먹지만 드물게 열매와 꽃가루를 먹기도 한다.

## 분포 및 서식지
유카탄반도를 제외한 멕시코 베라크루스주 지역부터 벨리즈와 과테말라, 온두라스, 엘살바도르, 니카라과, 코스타리카, 파나마를 거쳐 콜롬비아 북부와 중부, 베네수엘라, 가이아나 북부, 에콰도르 동부, 페루, 볼리비아 북부, 브라질 아마조나스주와 고이아스주, 마투그로수주, 파라주, 피아우이주, 호라이마주, 연방구까지 널리 분포한다. 해발 최대 400m 이하의 건조 탈락성 숲과 상록수림에서 서식한다.